# Defend Your Joy
Defend Jour Joy (neboli „Chraň svou radost“) je prvním albem, které skupina The Echoing Green vydala. Vydavatelem bylo již dnes neexistující vydavatelství Myx Records Album Defend Your Joy je po hudební stránce ve srovnání s jejich dalšími počiny podprůměrné. Chybí mu atmosféra, kterou je možné cítit v jejich novějších albech.

## Písně
1. Ocean Chorus – 1:21
2. 2nd Chance – 4:10
3. Son in My Eyes – 4:21
4. Terra Firma (Stand) – 4:56
5. Enter Love – 4:18
6. Defend Your Joy – 4:24
7. Pray – 5:08
8. Brand New Day – 3:29
9. Arrival – 3:53
10. Stay Awake – 4:21

### Bonusové remixy
1. Deep Inside Your Hearth (Remyx) – 4:34
2. Terra Firma (Stand) (Remyx) – 6:17

### Význam písní
1. Píseň je instrumentální.
2. Pokud člověk zhřeší, Bůh mu dá vždy druhou šanci.
3. Bůh může dát život člověka dopořádku
4. Píseň je o tom, jak strach ovlivňuje život křesťana.
5. Text písně pojednává o Boží lásce.
6. Hlavní myšlenkou je to, že člověk by si měl svoji radost chránit a vážit si jí.
7. Píseň ukazuje jak důležité je modlit se za ostatní lidi.
8. Člověk v Božím světle dokáže najít cestu ven z problémů, starostí a rozhodování.
9. Text pojednává o příjmutí lásky Pána Ježíše.
10. Píseň je o tom, jakou úlevu přináší modlitba.
11. Pán Ježíš může být člověku přítelem.

## Spolupracovali
- doprovodné vokály: Riki Michele
- obal alba: Chris Howland, Kristy Anderberg
- design: Kristy Anderberg
- inženýr: Drew Aldridge
- výkonný producent: Michael Sean Black
- finální podoba: Doug Doyle
- mix: Drew Aldridge (skladby: 1, 3-5, 10), Michael Sean Black (skladby: 2, 6-9), Thom Roy (skladby: 2, 6-9)
- mix(asistent): Joey Belville
- fotografie: David Dobson
- producent: Joey Belville, Ronnie Martin
- napsal: Joey Belville (skladby: 1-6, 8-12)